# Galerie bei der Albertina Zetter

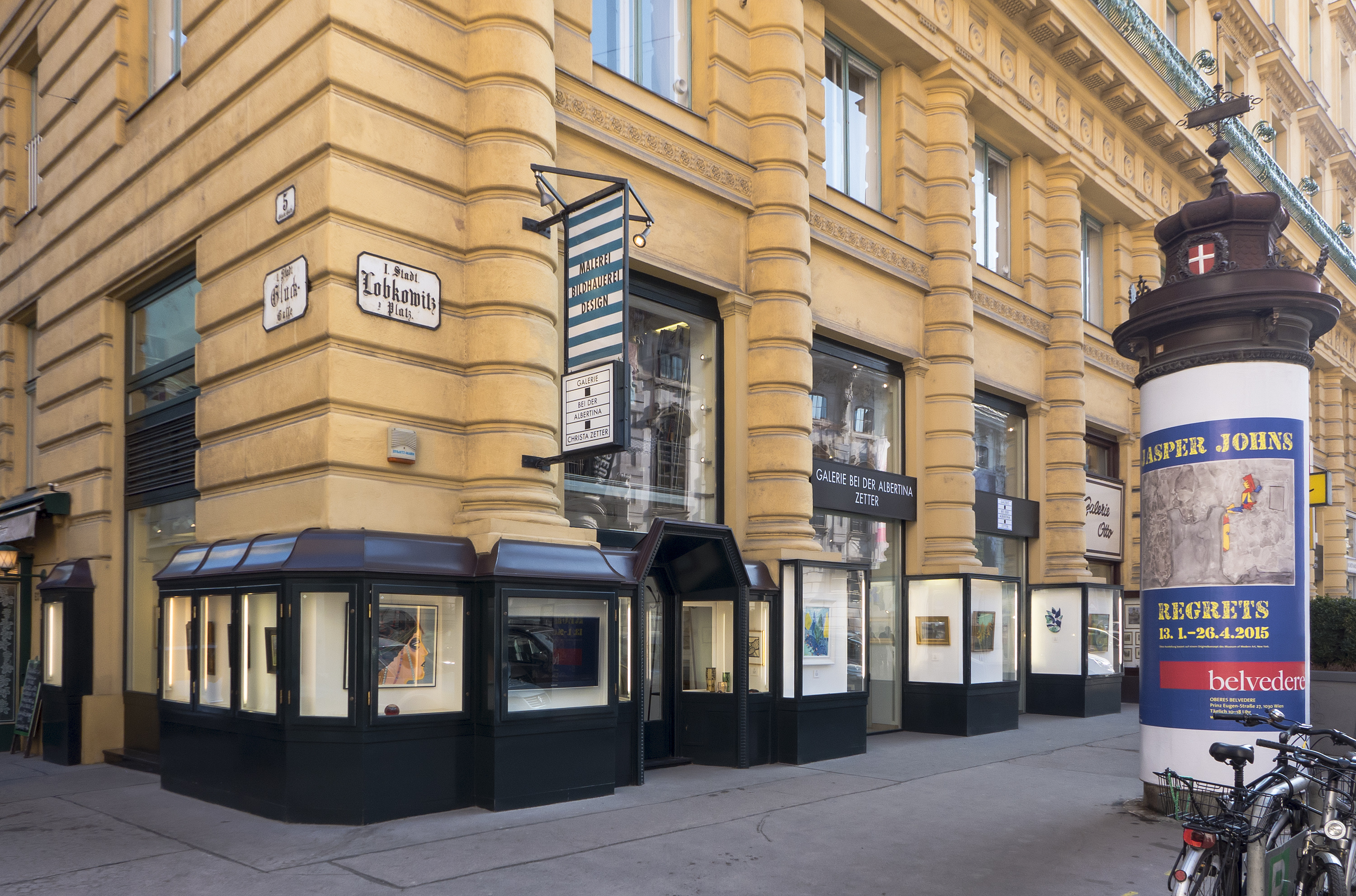
Die Galerie bei der Albertina

Die Galerie bei der Albertina Zetter ist eine Galerie im 1. Wiener Gemeindebezirk Innere Stadt in unmittelbarer Nähe des namensgebenden Kunstmuseums Albertina. Der Schwerpunkt der Galerie liegt auf österreichischer Kunst des 20. und 21. Jahrhunderts.
Christa Zetter, eine ausgebildete Bildhauerin und Expertin im Bereich des Jugendstils sowie Art déco, gründete 1973 die Galerie bei der Albertina. Nachdem ihre Tochter Katharina Zetter-Karner im Jahr 2003 die Galerie übernommen hatte, wurde diese räumlich erweitert und in Galerie bei der Albertina Zetter umbenannt. Nach einer erneuten Erweiterung 2017 präsentiert die Galerie bei der Albertina nun Gemälde, Skulpturen sowie Design-Objekte auf knapp 400 m² Schaufläche, die sich über drei Ebenen erstreckt.
Die Galerie veranstaltet jährlich mehrere Ausstellungen zu einzelnen Künstlern oder thematischen Bereichen, die im Regelfall von selbst erstellten Publikationen begleitet werden. Im Frühjahr und im Herbst werden die schönsten Neuerwerbungen im Zuge von Sonderausstellungen präsentiert. Weiters nimmt die Galerie regelmäßig an renommierten Kunstmessen teil: an der Art & Antique, die zu Ostern in der Residenz zu Salzburg und im Herbst in der Wiener Hofburg stattfindet, der Art Austria, die 2017 zum ersten Mal im Sommerpalais Liechtenstein stattfand, sowie die internationale Kunstmesse Highlights in der Residenz zu München.
Im Jahr 2023 feierte man das 50-jährige Bestehen der Galerie.
Im April 2024 eröffnete die White-Cube Galerie Zetter Projects ebenfalls am Lobkowitzplatz mit rund 80 m2 Ausstellungsfläche.

## Ausstellungen
- 1978
  - Keramiken der Manufaktur Zsolnay
  - Kunst und Kunsthandwerk Wien 1900–1930
- 1984 Traum der Kinder – Kinder der Träume – Wien um 1900
- 1990 Michael Powolny
- 1991
  - Greta Freist Arbeiten auf Papier von 1949–1955
  - 1234567 Kiki Kogelnik Keramische Skulpturen 1989–1990
- 1992
  - Rheo Martin Pedrazza Ein Jahrzehnt Menschenbildnisse 1970–1980
  - Kiki Kogelnik 1234567 7 Farbradierungen
  - Weihnachtsausstellung: Gundi Dietz Porzellan, Greta Freist Schmuck, Kiki Kogelnik Keramik
- 1993
  - F.J. Altenburg Keramik, Cora Egg Schmuck & Bilder
  - Weihnachtsausstellung Masr* Ägypten
- 1994 Grete Rader-Soulek Ölbilder 1955–1982
- 1995
  - Lotte Berger Mensch und Tier
  - Kiki Kogelnik Venetian Heads
- 1996 Alfred Klinkan Bilder aller Art
- 1997
  - Kiki Kogelnik Venetian Heads II
  - Roland Goeschl Zwischenraumgestaltung – Reliefmalerei 1971–1979
- 1998
  - Lotte Berger zum 60. Geburtstag: Reiseimpressionen – Aquarelle 1965–1995
  - Epilog Kiki Kogelnik Bronzen und Grafiken ’96
- 1999 Ohne Korsett Keramik der Wiener Werkstatte 1917–1932
- 2000
  - Alfred Klinkan Ausstellung zum 50. Geburtstag: Bilder aus Antwerpen 1979–1981
  - Der Zeichner und Maler Ludwig Heinrich Jungnickel
  - Tierphantasien & Modedamen von Eduard Klablena für die WW 1912–1919
- 2001 Kiki Kogelnik Women Grafiken und Bilder 1971–1981
- 2003
  - Wiener Werkstätte Ein Gesamtkunstwerk
  - Gerda Gruber Nodi – Nidi – Nudi: Glasskulpturen aus Venedig
- 2004 Franz von Zülow Fantastischer Alltag
- 2005 Hoffmann zum Quadrat
- 2006
  - Ludwig Heinrich Jungnickel
  - Strictly Kiki perfectly Kogelnik
- 2007 Skulptur Wotruba Avramidis Urteil
- 2008
  - Von Hoffmann bis Sottsass: Die fabelhafte Welt des Alfred Klinkan
  - Gunter Damisch – Das „entschiedene Sowohl-Als auch“
- 2009
  - Lotte Berger-Maringer – Impressionen
  - Kiki Kogelnik – Venetian Heads & Co
- 2011
  - Traudel Pichler malen ohne grenzen
  - Josef Hoffmann Dagobert Peche – Zwei schöpferische Genies
- 2012
  - Avramidis Skulpturen, Gemälde, Zeichnungen – Hommage zum 90. Geburtstag
  - Ludwig Heinrich Jungnickel
- 2013
  - Oskar Laske Der Weltenbummler
  - Maler aus Tirol
- 2014
  - Alfred Klinkan Retrospektive (Judenburg 1950–1994 Wien)
  - Greta Freist
- 2015
  - Artur Nikodem
  - Wiener Wohnkultur
- 2016
  - Holzschnitt in Wien ab 1900
  - Wilhelm Nikolaus und Markus Prachensky
  - Traudel Pichler
- 2017
  - Thierry Feuz
  - Alfred Czerny
  - Kiki Kogelnik - Balloon, Split & Co.
  - Gunter Damisch
- 2018
  - Joannis Avramidis
  - Gironcoli
  - Kalvach
  - Klimt, Schiele, Moser
  - Kunst nach 1945
- 2019
  - Wander Bertoni
  - Lotte Berger
  - Alfons Walde Akte
  - Ty Waltinger
  - Keramik Wien 1900–1930
- 2020
  - Sinasi Bozatli. New York - Vienna - Istanbul
  - Alfred Klinkan - Bilder aller ART
  - Cornelius Kolig - verweilen statt vereisen
  - Valentin Oman
  - Otto Prutschner, Hans Ofner - Viennese Interiors
- 2021
  - Ludwig Heinrich Jungnickel
  - Lotte Berger - Aquarelle
  - Josef Pillhofer
- 2022
  - Thierry Feuz
  - Joannis Avramidis - Malerei & Skulptur
  - Josef Hoffman und Hans Ofner
  - Erika Giovanna Klien - Wiener Kenetismus
  - Michael Powolny & Bertold Löffner
  - Hubert Schmalix - walking
- 2023
  - Christian Ludwig Attersee
  - Wander Bertoni - Musik und Köpfe
  - Jubiläumsausstellung - 50 Jahre
  - Adolf Loos
- 2024
  - Josef Mikl
  - Artur Nikodem
  - Peter Weihs
  - smart art - Kunst unter 15.000
  - Norbertine Bresslern-Roth
- 2025
  - Wien um 1900
  - Hans Staudacher
  - Wander Bertoni - Zum 100. Geburtstag
  - Valentin Oman - Jubiläumsausstellung